# المعهد العالي للتنشيط الشبابي والثقافي
المعهد العالي للتنشيط الشبابي والثقافي هو معهد تعليم عالي يقع في مدينة بئر الباي التونسية. ويتبع إدارياً جامعة تونس.

## الاختصاصات
توجد بالمعهد العديد من الاختصاصات:
- التنشيط
- الوساطة وتقنيات التنشيط الثقافي

## وصلات خارجية
- الموقع الرسمي للمعهد العالي للتنشيط الشبابي والثقافي